# Liste der Biografien/Keo
Liste der Biografien |
Portal Biografien |
Personensuche
# |
A |
B |
C |
D |
E |
F |
G |
H |
I |
J |
K |
L |
M |
N |
O |
P |
Q |
R |
S |
T |
U |
V |
W |
X |
Y |
Z |
?
 
Ka |
Kb |
Kc |
Kd |
Ke |
Kf |
Kg |
Kh |
Ki |
Kj |
Kl |
Km |
Kn |
Ko |
Kp |
Kr |
Ks |
Kt |
Ku |
Kv |
Kw |
Ky |
Kx |
Kz
 
Kea |
Keb |
Kec |
Ked |
Kee |
Kef |
Keg |
Keh |
Kei |
Kej |
Kek |
Kel |
Kem |
Ken |
Keo |
Kep |
Ker |
Kes |
Ket |
Keu |
Kev |
Kew |
Kex |
Key |
Kez
Die Liste der Biografien führt alle Personen auf, die in der deutschsprachigen Wikipedia einen Artikel haben. Dieses ist eine Teilliste mit 39 Einträgen von Personen, deren Namen mit den Buchstaben „Keo“ beginnt.

## Keo
- Keo Phim Fa (1343–1438), Königin von Lan Chang
- Keo, Elvinn (* 1988), malaysischer Squashspieler
- Keo, Jehmsei (* 1987), Schweizer Wushu-Athlet
- Keo, Meas (1926–1976), kambodschanischer Politiker
- Keo, Shiloh (* 1987), US-amerikanischer American-Football-Spieler

### Keog
- Keogan, Christopher (* 1992), englischer Snookerspieler
- Keogh, Aifric (* 1992), irische Ruderin
- Keogh, Andy (* 1986), irischer Fußballspieler
- Keogh, Danny (1948–2019), südafrikanischer Schauspieler
- Keogh, Eugene James (1907–1989), US-amerikanischer Politiker
- Keogh, Helen (* 1951), irische Politikerin
- Keogh, John (* 1963), irisch-deutscher Schauspieler
- Keogh, Keira (* 1985), irische Politikerin (Fine Gael)
- Keogh, Oonah (1903–1989), irische Wertpapierhändlerin
- Keogh, Richard (* 1986), irischer Fußballspieler
- Keogh, Tyrone (* 1982), südafrikanischer Schauspieler und ein Model
- Keoghan, Barry (* 1992), irischer SchauspielerBarry Keoghan (* 1992)

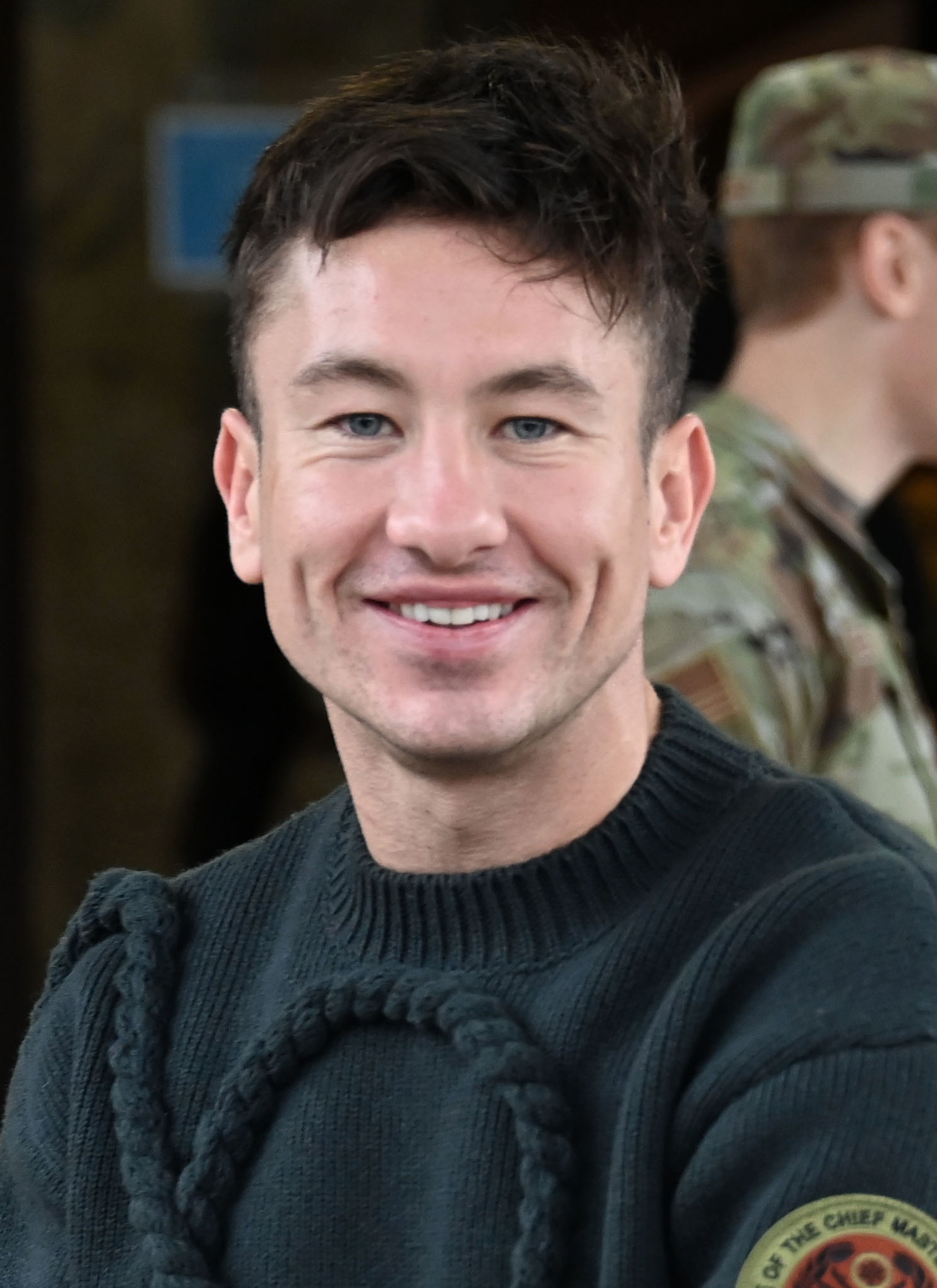
Barry Keoghan (* 1992)

### Keoh
- Keohanam, Sayfon (* 2006), laotischer Fußballspieler
- Keohanam, Somxay (* 1998), laotischer Fußballspieler
- Keohane, Maria (* 1971), schwedische Opernsängerin (Sopran)
- Keohane, Nannerl O. (* 1940), US-amerikanische Politikwissenschaftlerin und Hochschullehrerin
- Keohane, Patrick (1878–1950), irischer Seemann und Polarforscher
- Keohane, Robert O. (* 1941), US-amerikanischer Politikwissenschaftler; Entwickler der Regimetheorie

### Keom
- Keomany, Latsamy (* 1963), laotischer Diplomat

### Keon
- Keon, Dave (* 1940), kanadischer Eishockeyspieler
- Keonuchanh, Khonesavanh (* 2004), laotischer Fußballspieler

### Keop
- Keophouvong, Loungleuang (* 1997), laotischer Fußballspieler

### Keos
- Keossajan, Tigran Edmondowitsch (* 1966), russischer Filmregisseur, Schauspieler, Fernsehmoderator, Journalist, Drehbuchautor, Moderator, Produzent und Bühnenregisseur armenischer Herkunft
- Keosseián, Carlos (* 1988), uruguayischer Fußballspieler
- Keoszeghy, Karl Franz von (1721–1794), preußischer Generalmajor, Chef des Husarenregiments Nr. 3

### Keot
- Keothavong, Anne (* 1983), britische Tennisspielerin

### Keou
- Keough, Francis Patrick (1889–1961), US-amerikanischer Geistlicher, Erzbischof von Baltimore
- Keough, Jake (* 1987), US-amerikanischer Radrennfahrer
- Keough, Kaitlin (* 1992), US-amerikanische Radrennfahrerin
- Keough, Linda (* 1963), britische Sprinterin
- Keough, Luke (* 1991), US-amerikanischer Radrennfahrer
- Keough, Nicholas (* 1989), US-amerikanischer Cyclocrossfahrer
- Keough, Riley (* 1989), US-amerikanische SchauspielerinRiley Keough (* 1989)

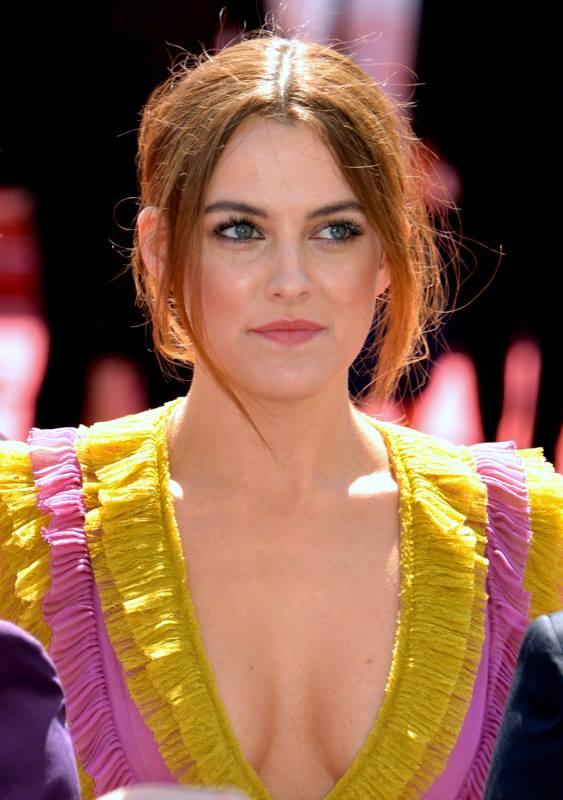
Riley Keough (* 1989)

### Keow
- Keown, Martin (* 1966), englischer Fußballspieler